# Ноа Ханифин
Ноа Ханифин (енгл. Noah Hanifin — Бостон, 25. јануар 1997) професионални је амерички хокејаш на леду који игра на позицијама одбрамбеног играча.
Члан је сениорске репрезентације Сједињених Држава за коју је на међународној сцени дебитовао на светском првенству 2016. године.
Учествовао је на улазном драфту НХЛ лиге 2015. где га је као 5. пика у првој рунди одабрала екипа Каролина харикенса. У октобру исте године дебитовао је за Харикенсе у НХЛ лиги. Пре почетка професионалне каријере одиграо је једну сезону у колеџ лиги за екипу Универзитета Бостон.